# Comptes rendus de l'Académie des sciences
Comptes rendus de l'Académie des sciences is een wetenschappelijk tijdschrift dat wordt uitgegeven door de Franse Académie des sciences waarvan de geschiedenis, met een lange onderbreking, teruggaat tot 1666.
De oorspronkelijke titel was Mémoires de l'Académie des Sciences. Na de Franse Revolutie werden op 8 augustus 1793 alle academies ontbonden. Op 22 augustus 1795 werd een "nationaal instituut voor wetenschap en kunst" gesticht, dat de oude academies van wetenschappen, literatuur en kunst verving. In 1816 werd de Académie des sciences weer zelfstandig, als onderdeel van het Institut de France, en in 1835 richtte zij het tijdschrift Comptes rendus op.
Na 1965 werd het tijdschrift gesplitst in vijf secties:
- Série A (Sciences mathématiques) - wiskunde
- Série B (Sciences physiques) - natuurkunde en geologie
- Série C (Sciences chimiques) - scheikunde
- Série D (Sciences naturelles) - natuurwetenschap
- Vie académique

In 1980 werd de indeling veranderd in zeven series:
- Série I (Sciences mathématiques) - wiskunde
- Série IIA (Sciences de la Terre et des planètes) - geologie en sterrenkunde
- Série IIB (Mécanique, Physique, Astrophysique et Chimie)
- Série IIC (Sciences chimiques) - scheikunde
- Série III (Sciences de la Vie) - levenswetenschappen
- Série IV (Physique et Astrophysique) - natuur- en sterrenkunde

De namen van serie II en IV werden enkele malen gewijzigd.
Sinds 2001 is de indeling als volgt:
- Comptes Rendus Mathematique
- Comptes Rendus Mécanique
- Comptes Rendus Physique
- Comptes Rendus Géoscience
- Comptes Rendus Palevol  (paleontologie en evolutietheorie)
- Comptes Rendus Chimie
- Comptes Rendus Biologies